# Plavnenski
Plavnenski (del ruso: Плавненский) es un jútor del raión de Krymsk del krai de Krasnodar, en Rusia. Está situado cerca de la confluencia del río Kudako en el Adagum, tributario del Kubán, 13 km al noroeste de Krymsk y 87 km al oeste de Krasnodar. Tenía 624 habitantes en 2010
Pertenece al municipio Kíyevskoye.

## Personalidades
- Alekséi Bordunov (1925-1945), Héroe de la Unión Soviética.[2]